# Кантон Аргау
Кантон Аргау (скраћеница AG) је кантон у северном делу Швајцарске. Седиште кантона је истоимени град Арау.

## Природне одлике
Кантон Аргау се налази на северу Швајцарске и граничи се са Немачком - граница је река Рајна. На западу се налази крајње источни део планина Јуре. Највиши врх је на 908 метра. Средишњи и источни део су долински и валовити, у оквиру Швајцарске висоравни. Површина кантона је 1.403,7 km². Кантон Аргау је један од „најравничарскијих“ швајцарских кантона. Половина површина се користи за пољопривреду, а трећина је под шумом.

## Историја
Данашњи кантон Аргау је образован 1813. г., када се и придружио Швајцарској конфедерацији. Међутим, подручје кантона је било у саставу Швајцарске конфедерације још од 1481. г., али у виду више мањих кантона. Тако је Кантон Баден укинут тек за време Наполеона. Име кантона значи „земља око реке Ар“.

## Окрузи
1. Арау - седиште Арау,
2. Баден - седиште Баден,
3. Бремгартен - седиште Бремгартен,
4. Бруг - седиште Бруг,
5. Кулм - седиште Унтеркулм,
6. Лауфенбург - седиште Лауфенбург,
7. Ленцбург - седиште Ленцбург,
8. Мури - седиште Мури,
9. Рајнфелден - седиште Рајнфелден,
10. Цофинген - седиште Цофинген,
11. Цурцах - седиште Бад Цурцах.

## Становништво и насеља
Кантон Аргау је имао 598.920 становника 2008. г.
У кантону Аргау се говори немачки језик (87%), који је и једини званични. Становништво је већ вековима подељено између римокатолика (40,1%) и протестаната (37,2%). Римокатолици су бројнији на истоку кантона, а протестанти на западу.
Највећи градови су:
- Ветинген, 20.000 ст., велико предграђе Бадена,
- Арау, 19.000 ст. - главни град кантона,
- Баден, 18.000 ст.,
- Волен, 14.000 ст.,
- Рајнфелден, 12.000 становника.

## Привреда
Главне привредне гране су машинска, електронска и фармацеутска индустрија. Три од пет швајцарских нуклеарних електрана су у кантону Аргау.

## Галерија слика
- Главни град кантона, Арау
- Типичан предео у Аргауу
- Историјски кантони на месту Аргауа
- Историјски град Баден